# Filia. Die Frauenstiftung
Die filia.die frauenstiftung ist eine gemeinnützige Stiftung, die sich für die Förderung von Projekten und Organisationen zur Verbesserung der Lebensbedingungen von Frauen und Mädchen, zur Erweiterung von Handlungsspielräumen, zur Gewinnung von Entscheidungsmacht und zur Durchsetzung ihrer Rechte einsetzt.

## Geschichte und Ziele
2001 gründeten neun Frauen in Wiesbaden die Gemeinschaftsstiftung mit einem Gründungskapital von 250.000 Euro. 2017 beträgt das Stiftungskapital 16 Millionen Euro. Aufgrund der Finanzkrise stellte die Stiftung das Fundraising 2011 um von einer kapitalgestützten zu einer spendenorientierten Stiftung. Sie gehört zu den 6,2 % der Stiftungen bürgerlichen Rechts in Deutschland mit über 10 Millionen Euro Stiftungskapital. Sie ist Deutschlands einzige Stiftung, die Frauenprojekte auf der ganzen Welt fördert und mit Abstand größte Stiftung in Deutschland, die von Frauen geführt wird und gezielt Frauenprojekte fördert.
Förderungsziele sind, dass Frauen und Mädchen gewaltfrei leben und sich den Zugang zu Entscheidungsmacht und gerechter Ressourcenverteilung verschaffen können. Schwerpunkte liegen daher in der „Freiheit von Gewalt“ und der „Partizipation“.
Mit Stand 2017 sind 340 selbstbestimmte Aktivitäten und Projekte von Frauen und Mädchen in 40 Ländern in verschiedenen Teilen der Welt gefördert worden. Ungefähr 80 Prozent der Mittel fließen an Projekte weltweit und 20 Prozent der Fördergelder gehen an Mädchenprojekte in Deutschland.
Seit 2012 unterstützt filia mit ihrem MädchenEmpowermentProgramm (MPM) den Beschluss der UN-Generalversammlung zum internationalen Tag des Mädchens und der Klarstellung in dem Zusammenhang, dass die Beteiligung von Mädchen an Entscheidungen, die sie betreffen, der Schlüssel zur Unterbrechung des Zyklus der Diskriminierung und Gewalt sowie bei der Förderung und dem Schutz der vollständigen und wirksamen Wahrnehmung ihrer Menschenrechte ist. Die Umsetzung erfolgt dadurch:
1. dass in Deutschland ausschließlich Projekte von und für Mädchen und junge Frauen gefördert werden
2. dass der Mädchenbeirat von jungen Frauen zwischen 14 und 24 Jahren mitentscheidet, welche Projekte gefördert werden
3. dass die Mädchenbeirätinnen sich und ihre Perspektiven in der Öffentlichkeit selbst vertreten.[7]

## Aufgaben
- Bildung und Erziehung
- Politik

sowie Frauen- und Mädchenprojekte weltweit, mit Schwerpunkt in Mittel- und Osteuropa; Projekte zur politischen Partizipation, zur sexuellen Selbstbestimmung, Anti-Gewalt, zur Bekämpfung von Frauenhandel, zur Stärkung von Mädchen als Leader; Unterstützung von Netzwerken und des Dachverbandes internationaler Frauenstiftungen.

## Gremien
Alle Frauen und Mädchen in den Gremien arbeiten ehrenamtlich.

### Jahresversammlung
Einmal im Jahr treffen sich auf der Jahresversammlung Geberinnen, Frauen aus den Gremien und dem filia-Team. Über die Erfolge und Herausforderungen des vergangenen Jahres wird berichtet und diskutiert, Zukunftspläne werden geschmiedet.

### Stiftungsrat
Alle drei Jahre wählen die aktiven Stifterinnen die sieben Frauen des Stiftungsrates. Eine Findungskommission spricht vorher geeignete Frauen an und kann auch von Interessierten kontaktiert werden. Die sieben Frauen des Stiftungsrates bestimmen die Politik und Strategie der Stiftung und entscheiden über die Vergabe der Fördermittel bzw. segnen die Entscheidungen der beiden Beiräte ab.

### Vorstand
Die Stiftungsrätinnen berufen die drei Frauen für den Vorstand. Der Vorstand fungiert als Arbeitgeberin bei filia. Die Frauen des Vorstandes vertreten die Stiftung in allen Vertrags- und Rechtsangelegenheiten und sind zuständig für die Umsetzung der Beschlüsse des Stiftungsrates durch das Team der Geschäftsstelle. Die Vorsitzende arbeitet außerdem im Anlageausschuss mit. Die Vorstandsfrauen sind für drei Jahre berufen.

### filia Mädchenbeirat
Frauen und Mädchen überall auf der Welt sollen bessere Chancen erhalten und ihr Leben selbstbestimmt gestalten, so die Vision der Gründerinnen im Jahr 2001. Im Mädchenbeirat der Stiftung dürfen deshalb junge Frauen ab 14 Jahren nicht nur mitbestimmen, sie sollen es sogar. Und zwar über die Vergabe von Fördermitteln für Mädchenprojekte in ganz Deutschland.

### filia Beirat Frauen & Flucht
2020 hat filia das Empowerment-Programm Frauen & Flucht gestartet, und seit September 2020 gibt es dazu einen Beirat. Er besteht aus zehn geflüchteten, migrantischen Frauen, die filia bei der Entscheidung über die Fördermittel und die weitere Entwicklung des Programms beraten. Sie bringen ihre eigenen Erfahrungen in das Programm ein, verschiedene Interessenschwerpunkte sowie intersektionale Perspektiven.

## Wichtige Mitgliedschaften
- Prospera – International Network of Women’s Funds (INWF)[9]
- Association for Women’s Rights in Development (AWID)[10]
- Wandelstiften, Zusammenschluss von 16 Stiftungen[11]

filia ist noch in weiteren Netzwerken aktiv, um die Rechte von Frauen und Mädchen weiter voranzubringen.